# Lübbensteine

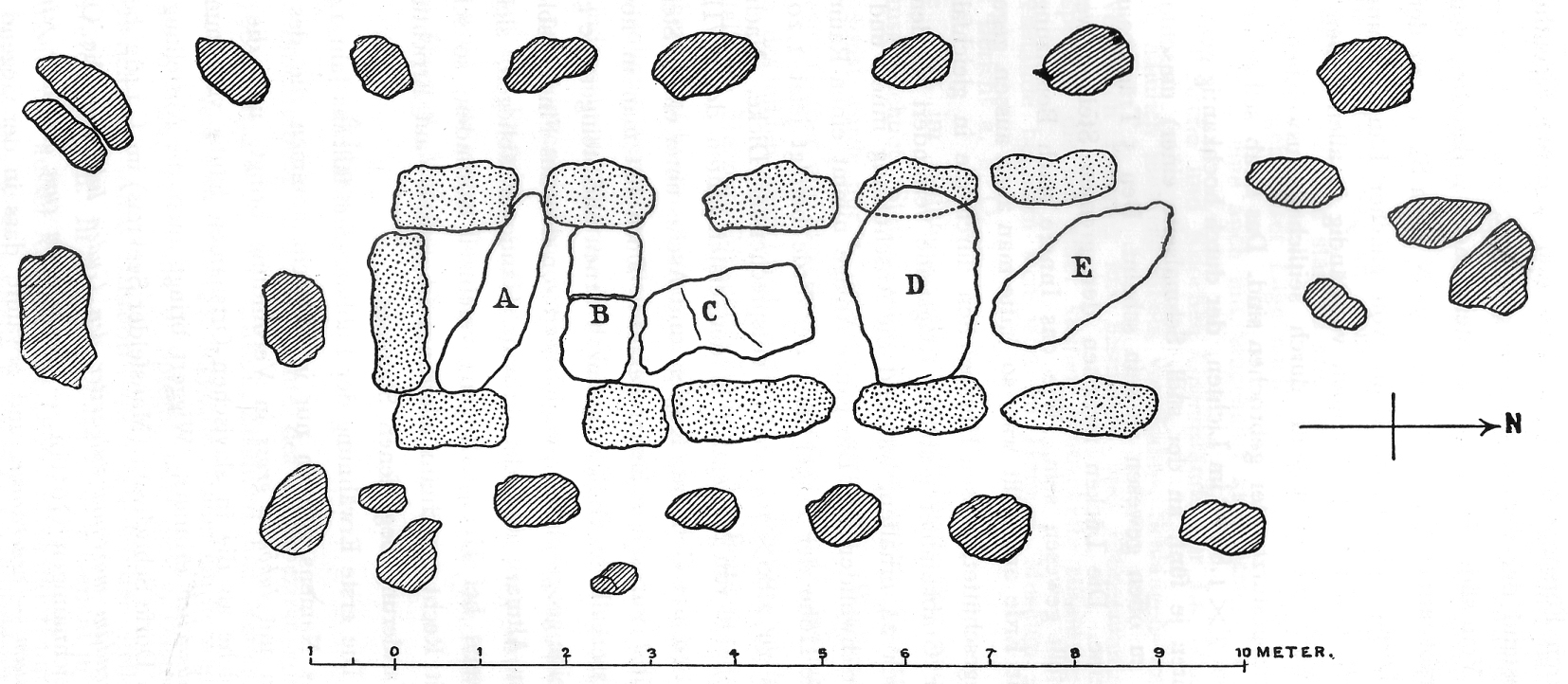
Skizze von Grab B, 1896

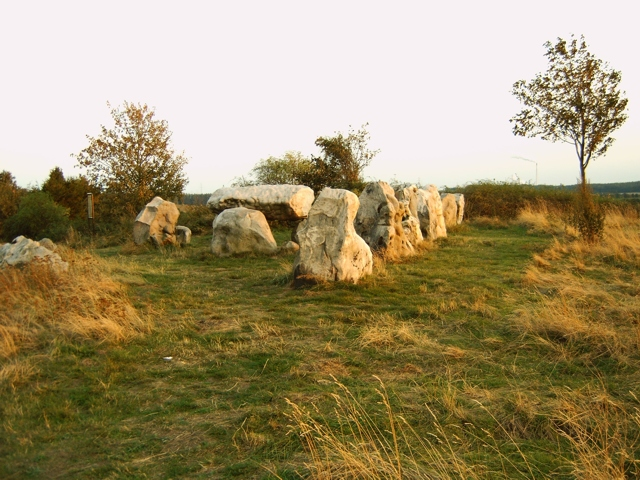
Unvollständiges Südgrab (A, Spr. 816)

Die Lübbensteine sind zwei Megalithanlagen aus der Jungsteinzeit nahe der niedersächsischen Kreisstadt Helmstedt in Deutschland, deren Entstehung in die Zeit um 3500 v. Chr. datiert werden kann. Sie sind Ganggräber, eine Bauform jungsteinzeitlicher Megalithanlagen, die aus einer Kammer und einem baulich abgesetzten, lateralen Gang bestehen. Die Form ist primär in Dänemark, Deutschland und Skandinavien sowie vereinzelt in Frankreich und den Niederlanden zu finden.

## Lage
Die beiden Steingräber liegen westlich von Helmstedt auf dem St. Annenberg. Die Stätte befindet sich an der Bundesstraße 1 in Richtung Königslutter, etwas abseits auf einem erhöhten Plateau mit einem Parkplatz. Die beiden Gräber liegen etwa 130 m voneinander entfernt. Grab B (Sprockhoff-Nr. 315) ist das nördliche, Grab A (Sprockhoff-Nr. 316) das südliche.

## Großsteingräber
Die Lübbensteine sind die südlichsten Großsteingräber der Jungsteinzeit in Norddeutschland. Da in den anschließenden Mittelgebirgen derartige Baumaterialien fehlten, wurden vergleichbare Anlagen aus Steinmauern und/oder Holz errichtet. Die Lübbensteine gerieten früh in das Interesse der Wissenschaft, was sich auf ihr Material (lokale Braunkohle-Quarzite) und ihre exponierte Lage über der Stadt Helmstedt zurückführen lässt.

## Unterschutzstellung und Funde
Die erste Beschreibung von Hermann Conring (1606–1681) stammt von 1665. Dem Einschreiten von Professoren der ehemaligen Helmstedter Universität (bis 1810) ist es zu verdanken, dass ein Steingrab dem Schicksal vieler Megalithanlagen entging. Gelehrte wie Fritz Grabowski förderten die frühen Untersuchungen und verhinderten eine Verwertung der Steine als Baumaterial. Um 1700 kam es zur ersten quasi-archäologischen Ausgrabung der Grabstätte. Die erste wissenschaftliche Untersuchung wurde 1935/1936 durchgeführt. In den Grabkammern konnten keine Knochenfunde gemacht werden, da bei Grabungen in früheren Jahrhunderten alle Spuren beseitigt wurden.
Die Lübbensteine sind ein Geopunkt des Geoparks Harz – Braunschweiger Land – Ostfalen und namensgebend für die Landmarke 26 des Geoparks.

## Gestaltung
Die nördliche Anlage ließ sich gut rekonstruieren, da noch 40 der ursprünglich 45 Steine vorhanden waren. Sie ist ein sieben Meter langes und 1,8 Meter breites Ganggrab, bestehend aus zwölf Trag- und fünf Decksteinen, das in einer rechteckigen Einfassung aus ursprünglich 26 Randsteinen liegt. Ein Gangsteinpaar (ohne Deckstein) verbindet die Kammer mit der Lücke in der 14 Meter langen und fünf Meter breiten Einfassung.
Beim südlichen Grab fehlten zum Untersuchungszeitpunkt bereits mehr als die Hälfte der Steine. Von den 20 gefundenen Steinen konnte man allenfalls sieben der Kammer zuordnen. Insgesamt scheint sie in allen Abmessungen dem Nordgrab entsprochen zu haben. 2001 erfolgte eine erneute Sanierung der Anlage.
Offen ist die Frage, ob es eine dritte Anlage gab. Ein wahrscheinlich zur Anlage gehörender Siedlungsplatz konnte in etwa 700 Meter Entfernung an einem verlandeten See ausgemacht werden.